# L'uomo, la bestia e la virtù
L'uomo, la bestia e la virtù è una commedia, o, come dice lo stesso autore, un apologo in tre atti, scritta nel 1919 da Luigi Pirandello tratta dalla novella Richiamo all'obbligo (1906).

## Temi e composizione
Il farsesco tema trattato dalla commedia è ben rappresentato dal titolo: l'uomo è la prima maschera, quella del professor Paolino che nasconde sotto il suo ostentato perbenismo la tresca con la signora Perella, che indossa la maschera della virtù: quella cioè di una morigerata e pudica madre di famiglia praticamente abbandonata dal marito, capitano di marina che appare agli occhi della gente con la maschera della bestia: convive con una donna a Napoli e, nelle rare occasioni in cui incontra la moglie rifiuta, con ogni pretesto, di avere rapporti con lei.
La prima rappresentazione della commedia si ebbe a Milano, al Teatro Olímpia, il 2 maggio 1919, ad opera della "Compagnia di Antonio Gandusio"; il pubblico, che forse non si aspettava questa commedia di Pirandello dai toni farseschi e scollacciati, non accolse bene la prima rappresentazione dell'opera. Successivamente rivalutata dalla critica e dal pubblico, la commedia ebbe tanto successo in Italia e all'estero, da essere una delle più rappresentate della produzione teatrale pirandelliana.
Il testo della commedia fu pubblicato nel settembre del 1919 nella rivista "Comoedia" e successivamente in volume nel 1922 per i tipi dell'editore Bemporad.    
Nella novella originale, il personaggio di Perella figura con il cognome Petella, probabile riferimento alla figura di Giuseppe Petella, capitano dei Carabinieri del Regno d’Italia.

## Trama

### Atto I
Studio del prof. Paolino 
In casa del prof. Paolino, di mattina presto, si reca Totò Pulejo, farmacista e amico dell'insegnante che non perde mai occasione per scroccargli un caffè; i due hanno un battibecco al quale partecipa anche la governante Rosaria: Totò lancia insinuazioni sulla morigeratezza del professore, che ritiene di facciata, e questi ribadisce con prepotenza la sua integrità morale, arrivando a scacciarlo da casa sua. Dopo una lezione di greco antico, Paolino riceve la signora Perella, madre del suo alunno Nonò: si scopre che, nonostante le sue pretese perbeniste, Paolino ha con la donna una tresca, la quale ha avuto come conseguenza una gravidanza.
I due amanti non sono tanto preoccupati dalla situazione in sé quanto dallo scandalo che essa comporterebbe se venisse scoperta: la nascita del bambino causerebbe la perdita della maschera di rispettabilità che Paolino ostenta, così i due tentano di organizzare un piano perché il legittimo marito della signora abbia con lei un rapporto sessuale, in modo che il nascituro sia riconosciuto come suo; l'uomo è però un capitano di nave dal carattere estremamente duro e severo, il quale ha avuto altri quattro figli da una sua amante di Napoli che lui frequenta more uxorio quando si trova in quella città: pertanto non desidera avere altri figli da sua moglie e nelle rare occasioni in cui fa ritorno a casa trova qualsiasi pretesto per starle lontano. Il caso vuole che proprio quella sera il capitano Perella faccia ritorno per trattenersi a casa sua una notte soltanto, poi starà via per due mesi: tutto dovrà dunque avvenire in quella stessa notte.
Il professore dovrà fare in modo che la sua pudica amante svegli le voglie del capitano, da lui identificato come una vera e propria bestia a causa del carattere e della vita che conduce. Per essere sicuro del risultato il professore si fa preparare dal dottor Nino Pulejo, fratello di Totò, un potente afrodisiaco per stimolare i sopiti sensi del capitano: se l'impresa dovesse fallire, pur di salvaguardare la sua apparenza di uomo integerrimo, Paolino è pronto a uccidere Perella.

### Atto II
Sala da pranzo di casa Perella
Mentre restano in febbrile attesa del capitano, i due amanti organizzano il piano; Paolino incita la sua pudica amante a mostrare le grazie che tiene virtuosamente nascoste: la trucca in maniera estremamente pesante e le ordina di indossare un vestito molto scollato. Arriva intanto Totò con i pasticcini nei quali è stato iniettato l'afrodisiaco: l'uomo, ormai consapevole dell'ipocrisia di Paolino, si prende una gustosa rivincita morale.
Arriva il capitano Perella e subito le cose sembrano mettersi male: l'uomo è di cattivo umore e critica il modo in cui sua moglie ha condotto la casa in sua assenza, nonché l'aspetto scollacciato che ha assunto dopo l'intervento di Paolino; inoltre dichiara di non amare il cioccolato, del quale sono fatti i pasticcini afrodisiaci. Paolino si fa allora invitare a cena per tentare di salvare il salvabile: dopo una serie di vicende tragicomiche, il professore riesce a far sì che l'uomo mangi tutti i pasticcini; tuttavia il capitano comprende che la moglie gli stia riservando tutte quelle attenzioni per giacere con lui, così scappa via sdegnato.
Paolino e la signora Perella sono ormai certi che il piano sia fallito; al professore non resta che andar via, rimanendo d'accordo con lei che:

### Atto III
Stesso ambiente dell'atto precedente
All'alba del giorno dopo un marinaio della nave di Perella giunge a casa sua per prendere i bagagli e vi trova Grazia, l'anziana serva, in stato di agitazione: durante la notte è accaduto qualcosa che sembra averla scandalizzata. Poco dopo anche il capitano si sveglia, e la serva, in passato remissiva e obbediente, lo rimprovera lasciando intendere che l'uomo abbia sfogato sulla donna sbagliata gli istinti risvegliati dal tonico, il quale tra l'altro ha fatto perdere al capitano la memoria di quanto accaduto. In effetti poco dopo arriva Paolino, trafelato e sconvolto: sul balcone di casa Perella non è comparso alcun vaso.
I due uomini hanno a questo punto uno scontro durante il quale il capitano Perella sbugiarda i moralismi di Paolino, dichiarando che la propria vita poligama sia in effetti preferibile a quella del professore, che difende con forza la sua apparenza di uomo integerrimo ma guarda con invidia a uomini spregiudicati come lui. Paolino arriva sul punto di uccidere l'uomo quando irrompe la signora Perella, stravolta e in disordine, la quale si fa aiutare da Paolino a esporre non uno ma ben cinque vasi di fiori al balcone.
La felicità di Paolino di fronte allo scampato pericolo è resa comunque molto amara dall'improvvisa consapevolezza di aver spinto la donna amata nelle braccia di un altro uomo; nelle battute finali, infatti, l'uomo si rende conto di essere lui, e non Perella, la vera bestia:

## Edizioni
- Luigi Pirandello, Maschere nude, a cura di Italo Zorzi e Maria Argenziano, Newton Compton Editori, 2007

## Adattamenti cinematografici
- L'uomo, la bestia e la virtù, regia di Steno (1953), con Totò, Orson Welles, Viviane Romance